# Iair Said
Iair Jonathan Said (Buenos Aires, 3 de mayo de 1988) es un actor, director, guionista y productor argentino.

## Carrera
Iair Said comenzó a estudiar actuación a los trece años por recomendación de su psicólogo. Fue a la escuela de Nora Moseinco al igual que muchos otros actores que ahora son sus amigos como Martín Piroyansky, Julieta Zylberberg y Violeta Urtizberea.
Comienza su carrera profesional como guionista de Casi ángeles (2007-2010) cuando tenía tan solo diecinueve años de edad. En 2011 tiene su primer papel como actor protagonizando el cortometraje Soy tan feliz dirigido por el colombiano Vladimir Durán, gracias al cual tiene la oportunidad de ir por primera vez al 
Festival de cine de Cannes, en Francia. Ese mismo año debutó en cine con la película Mi primera boda de Ariel Winograd, con un papel de reparto. En 2012 dirigió y protagonizó el cortometraje 9 vacunas, por el cual ganó el premio a Mejor cortometraje narrativo en el Festival de Cine de Abu Dabi. 9 vacunas ganó además el premio a Mejor cortometraje en el BAFICI y una mención en el Festival de Maipú 2013.
En 2013 volvió a trabajar con Ariel Winograd en Vino para robar, con un papel de reparto, y protagonizó su primera película, la ópera prima de Mateo Bendesky, Acá adentro. 
En 2014, tuvo su primer papel en televisión abierta con la novela Guapas, donde encarnaba a Roly, novio de Dan Breitman y protagonizó la serie web de la UN3TV Eléctrica dirigida y protagonizada por Esteban Menis junto a un en elenco que también componían Liniers y Paula Grinszpan. Said también hizo una participación en la serie Tiempo Libre de Martín Piroyansky, disponible en el mismo canal. Estos papeles ampliarían su público.
En 2015 fue productor, director, guionista y protagonista del cortometraje "Presente imperfecto", el cual compitió por la Palma de Oro de cortometrajes en la 68 edición del Festival de cine de Cannes, resultando nominado.
En 2018 estrenó su película documental Flora no es un canto a la vida.
Además es director de casting en Milgracias Casting, empresa que maneja junto con su amiga Katia Szechtman.

## Filmografía

### Cine
| Año  | Título                                      | Papel                         | Notas               |
| ---- | ------------------------------------------- | ----------------------------- | ------------------- |
| 2010 | Estocada                                    |                               | Cortometraje        |
| 2011 | Soy tan feliz                               | Bruno                         | Cortometraje        |
| 2011 | Mi primera boda                             | D.J.                          |                     |
| 2012 | Masterplan                                  | Chico de la pileta            |                     |
| 2013 | Acá adentro                                 | David                         |                     |
| 2013 | Nena, saludáme al Diego                     | Santiago                      |                     |
| 2013 | Vidrios                                     |                               |                     |
| 2013 | 9 vacunas                                   | Diego                         | Cortometraje        |
| 2013 | Vino para robar                             | Guardia Sudoku                |                     |
| 2014 | Sobre la hora                               |                               | Cortometraje        |
| 2014 | En las nubes                                | Jefe                          | Cortometraje        |
| 2015 | Presente imperfecto                         | Martín                        | Cortometraje        |
| 2015 | Sin hijos                                   | Periodista                    |                     |
| 2016 | El hombro de Sbaraglia                      | Director de casting           | Cortometraje        |
| 2016 | Error 404                                   | Mauro                         | Cortometraje        |
| 2016 | Permitidos                                  | Caddy Film Zoe                |                     |
| 2016 | 2001: mientras Kubrick estaba en el espacio | Dueño del video club          |                     |
| 2016 | Tarde                                       | Santiago                      | Cortometraje        |
| 2017 | Mario on tour                               | Damián / Oso                  |                     |
| 2017 | Mamá se fue de viaje                        | Auxiliar de maestra jardinera |                     |
| 2019 | Grandes son los desiertos                   |                               | Cortometraje        |
| 2019 | Flora no es un canto a la vida              | Él mismo                      | Película documental |
| 2020 | La vagancia                                 | Facundo Arana                 |                     |
| 2021 | Tan perdida como convencida                 |                               | Cortometraje        |
| 2023 | Crónicas de una Santa Errante               | Lucho                         |                     |
| 2023 | Los delincuentes                            | Ivanchuk / Barrientos         |                     |

### Televisión
| Año       | Título                         | Papel                | Notas                                                       |
| --------- | ------------------------------ | -------------------- | ----------------------------------------------------------- |
| 2011      | Gigantes                       |                      |                                                             |
| 2014      | Tiempo libre                   | Reemplazo de Toto    |                                                             |
| 2014-2015 | Eléctrica                      | Ronnie               |                                                             |
| 2014-2015 | Guapas                         | Roly                 |                                                             |
| 2015      | Bs. As. bajo el cielo de Orión | Mario                |                                                             |
| 2015      | Dispuesto a todo               | Dueño de la librería | Especial de televisión                                      |
| 2016      | Consúltalo con la almohada     | Sr. Almohada         |                                                             |
| 2016      | Un mundo horrendo              | Él mismo             |                                                             |
| 2016      | Loco por vos                   | Conserje del hotel   | Episodio: «Fertilidad»                                      |
| 2017      | Quiero vivir a tu lado         | Net                  |                                                             |
| 2017      | El galán de Venecia            | Rebecco              |                                                             |
| 2017      | Emilia envidia                 | Nacho                |                                                             |
| 2017      | Soy ander                      | Otelo Benarroch      |                                                             |
| 2018      | Psiconautas                    | Eliel Berman         |                                                             |
| 2018      | Pasado de copas: Drunk History | Lisandro de la Torre | Episodio: «Duelo, Hipólito Yrigoyen y Lisandro de la Torre» |
| 2018      | Parecido                       | Mateo                |                                                             |
| 2019      | Inconvivencia                  | Pepo                 |                                                             |
| 2019      | Chueco en línea                | Él mismo             |                                                             |
| 2020      | Separadas                      | Gabriel Morales      |                                                             |
| 2022-2023 | Los protectores                | Mauro «Lolo»         |                                                             |
| 2023      | División Palermo               | Ariel Kermann        |                                                             |

## Trabajos como cineasta
- 9 vacunas (cortometraje, 2013) - Director, productor y guionista
- Presente imperfecto (cortometraje, 2015) - Director, productor ejecutivo y guionista
- Tarde (cortometraje, 2016) - Productor ejecutivo e idea original
- Emilia envidia (serie web, 2017) - Coguionista[9][10]
- Flora no es un canto a la vida (película documental, 2019) - Director, coproductor y guionista